# Eulocastra albipunctella
Eulocastra albipunctella är en fjärilsart som beskrevs av George Francis Hampson 1918. Eulocastra albipunctella ingår i släktet Eulocastra och familjen nattflyn. Inga underarter finns listade i Catalogue of Life.